# Championship Pool
Championship Pool est un jeu vidéo de billard sorti en 1993 et fonctionne sur Game Boy, Mega Drive, Nintendo Entertainment System et Super Nintendo. Le jeu a été développé par Bitmasters et édité par Mindscape.